# Деметрий I Сотер
Деметрий I Сотер, („Спасител“), гр. Δημήτριος Α` Σωτήρ, е владетел от династията на Селевкидите, син на Селевк IV Филопатор от неговата сестра Лаодика IV. Деметрий I управлява от 162 пр.н.е. до 150 пр.н.е..
През управлението на баща си Деметрий бил изпратен като заложник в Рим, съгласно условията на мирния договор. След убийството на Селевк IV от неговия министър Хелиодор, на трона се възкачва чичото на Деметрий – Антиох IV Епифан (175 пр.н.е. – 163 пр.н.е.), а след неговата смърт управлява синът му Антиох V Евпатор. По същото време Деметрий успява да избяга от Рим и идва на власт в Сирия, убивайки малолетния си племенник Антиох V и неговите съветници.
Деметрий I се заема да върне силата на залязващата Селевкидска империя. Той постига победа над юдеите и убива в битка Юда Макавей (ок. 161 пр.н.е.). Води успешни кампании срещу непокорните сатрапи Тимарх във Вавилония и Ариарат в Кападокия. След победата над Тимарх Деметрий I приема прозвището Сотер – „спасителя“.
През 152 пр.н.е. Рим изпраща срещу Деметрий I Сотер претендента Александър I Балас, за който се смятало че е син на Антиох IV. Начело на наемническа армия, Александър Балас бил поддържан от римския сенат, Пергам, Птолемеите и юдеите. През 150 пр.н.е. Деметрий I е победен в гражданската война и загива в битка.
Женен е за сестра си Лаодика V, майка на синовете му Деметрий II Никатор (царува през 147 пр.н.е. – 138 пр.н.е. и 129 пр.н.е. – 126 пр.н.е.) и Антиох VII Сидет (царува 138 пр.н.е. – 129 пр.н.е.).